# Tec (arbre)

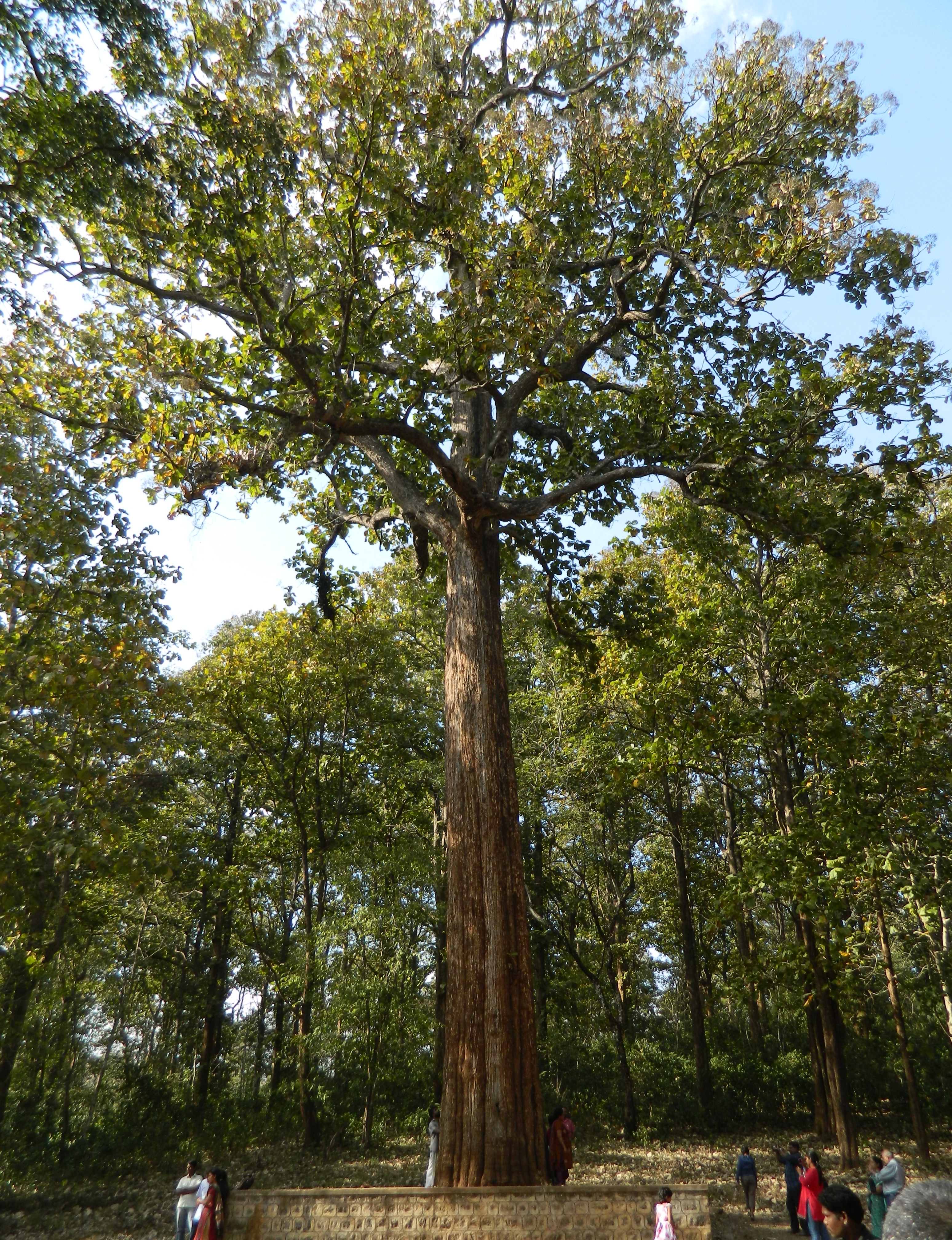
Un exemplar monumental a Kerala

El tec o teca (Tectona grandis) és una espècie de planta amb flors del gènere Tectona dins la família de les lamiàcies (Lamiaceae). És un arbre que viu en zones de clima tropical, és natiu de les zones tropicals de l'Àsia que van des de l'Índia fins a Indoxina, però ha estat introduït a d'altres zones tropicals d'Àsia, Àfrica i Amèrica. És molt apreciat pels usos de la seva fusta, tant per a treballs de fusteria com a la construcció.

## Descripció
El tec és un arbre caducifoli gran, pot atènyer el 40 metres d'altura, les fulles són grans, poden fer mig metre de llargària i fins a 35 cm d'amplada, són de color verd, simples, peciolades, de forma entre obovada i el·líptica, coriàcies, amb el revers pubescent i disposades de manera oposada. Les flors són blanques, petites, de 6 a 8 mm de diàmetre, actinomorfes i fragants. La corol·la té sis pètals, soldats per la part inferior formant un tub curt. L'androceu és format per sis estams amb anteres amb dos microsporangis. Al gineceu hi ha un pistil amb un ovari pubescent i quadrilocular, cada lòcul amb un òvul, l'estil fa uns 6 mm i l'estigma és bifurcat. Les flors s'agrupen en grans inflorescències en panícula que contenen unes 2.700 flors. La pol·linització  és entomòfila, i tot i que l'autopol·linització és possible, aquest arbre presenta una altíssima taxa d'[[[autoincompatilitat]], del 96 al 100%. El fruit és una drupa globosa irregular amb un diàmetre d'entre mig i 2 cm, amb quatre lòculs al mesocarpi destinats a contenir les llavors, però és habitual que només a un o dos hi hagi una llavor completament viable.

## Taxonomia
Aquesta espècie va ser publicada per primer cop l'any 1782 a l'obra Supplementum Plantarum Systematis Vegetabilium Editionis Decimae Tertiae, Generum Plantarum Editiones Sextae, et Specierum Plantarum Editionis Secundae del botànic suec Carl von Linné el Jove (1741-1783).

### Sinònims
Els següents noms científics són sinònims de Tectona grandis:
- Sinònims homotípics

- Jatus grandis (L.f.) Kuntze
- Theka grandis (L.f.) Lam.

- Sinònims heterotípics

- Tectona grandis f. abludens Koord. & Valeton
- Tectona grandis f. canescens Moldenke
- Tectona grandis f. pilosula Moldenke
- Tectona grandis f. punctata Moldenke
- Tectona grandis f. tomentella Moldenke
- Tectona theca Lour.